# Francesc Dalmau i Norat
Francesc Dalmau i Norat (n. 24 iulie 1915, Girona, Catalonia, Spania – d. 31 decembrie 2003, Palamós, Catalonia, Spania) a fost un medic și politician catalan, cu înclinații politice republicane și naționaliste catalane.

## Biografie
Fiul deputatului republican Laureà Dalmau i Pla, a început să studieze medicina la Universitatea Autonomica din Barcelona. În timpul studenției a creat Federația Națională a Studenților din Catalonia și a participat la proclamarea independenței Cataloniei pe 6 octombrie 1934. Din această cauză a fost închis. A participat la Războiul Civil Spaniol lucrând ca medic pe front, în cadrul armatei republicane. După înfrângerea armatei republicane, în 1939 s-a exilat în Montpellier (Franța) unde și-a continuat studiile de medicină. 
Fiindu-i frică de soarta surorii și a mamei sale, s-a întors la Girona la începutul anilor '40. A fost din nou închis de autoritățile falangiste în castelul din San Ferran din Figueras. Apoi a fost transferat la închisoarea din Reus (Madrid) și în cele din urmă la Algeciras. A evadat din închisoare înotând până a ajuns la teritoriul englez în Gibraltar. S-a înrolat în armata britanică și a participat la luptele din Normandia și la cele care au avut loc ulterior în Franța și Belgia, obținând 4 medalii de război. 
La terminarea celui de-al Doilea Război Mondial, s-a întors la Montpellier, unde și-a terminat doctoratul. În același timp a continuat să mențină contactul cu membrii guvernului Cataluniei din străinătate. În această epocă a fost medicul fostului președinte al Parlamentului catalan, Antoni Rovira i Virgili.
După câțiva ani s-a întoars în Spania, stabilindu-se la Breda, Palafrugell și în final la Palamós unde a profesat ca medic. Scriitorul Josep Pla a fost unul din pacienții săi. 
În timpul democrației a fost ales primar al orașului Palamós din partea Partidului de Stânga Catalan și apoi deputat în Parlamentul Catalan, reprezentând același partid.